# 韶山学校
韶山学校坐落在湖南省韶山市韶山冲张家山，始建于1921年，是湖南省重点中学。

## 沿革

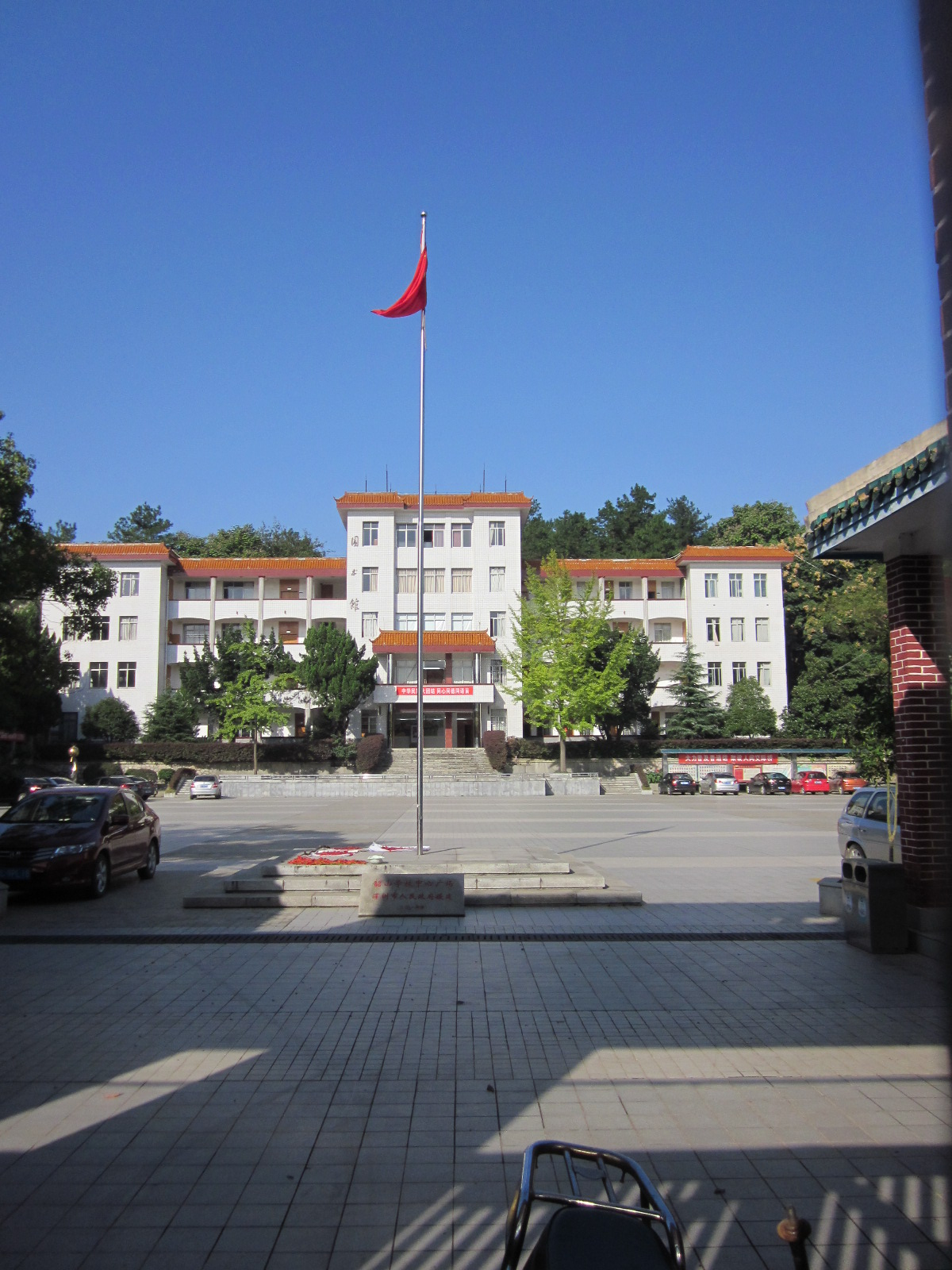
韶山学校。

1921年，韶山冲建立“毛氏族校”，创始人是毛简臣、毛麓钟、毛泽东等人，它是学校的前身。
1922年，毛氏族校分出2个学校，毛氏族校改为“毛氏一校”，另外在毛震公祠建立“毛氏二校”。 
1943年，毛宇居、毛国翘倡导，毛氏一校更名为“兴华小学”，毛氏二校更名为“震东小学”。
1951年，兴华小学更名为“韶山乡第三村校”。
1952年，韶山乡第三村校更名为“湘潭县韶山小学”。毛宇居请毛泽东给学校题名，写什么名好呢？毛泽东放下笔问毛宇居。请写湘潭县韶山小学吧！毛宇居回答。毛泽东正要揮毫，想說：写小学不好，现在是小学，将来还要办中学，办大学，那不是又要写吗？说畢便動笔写下“韶山学校”四个大字。故而在1953年6月該校遷入新址並更名为“韶山学校”，當時為完全小學。
1956年，韶山学校增加初中。
1960年，韶山学校增加高中。
2024年6月3日，韶山学校与浙江省八一学校在韶山学校体育馆签署共建合作办学协议。該協議由東部戰區海軍黨委機關促成。

## 教育
学校包括小学、初中、高中。

## 著名校友
- 蒋含宇
- 戴淑清